# Stary Kornin
Stary Kornin est un village de Pologne, situé dans la gmina de Dubicze Cerkiewne, dans le Powiat de Hajnówka, dans la Voïvodie de Podlachie à l'est de la Pologne.
Selon le recenssement de la commune de 1921, ont habité dans le village 245 personnes, dont 4 étaient catholiques, 225 orthodoxes, et 16 judaïques. Parallèlement, 13 habitants ont déclaré avoir la nationalité polonaise, 224 la nationalité biélorusse, 1278 la nationalité juive et 1 un autre. Dans le village, il y avait 60 bâtiments habitables.